# Семенов Михайло Володимирович
Михайло Володимирович Семенов  (біл. Міхаіл Сямёнаў, 30 липня 1984) — білоруський борець греко-римського стилю, олімпійський медаліст, призер чемпіонату Європи. Заслужений майстер спорту Республіки Білорусь з греко-римської боротьби.
Готується в Мінському міському центрі олімпійського резерву з боротьби імені А. В. Медведя.

## Біографія
Боротьбою почав займатися з 1994 року. Виступає за спортивнкий клуб «Динамо» Мінськ.

## Спортивні результати на міжнародних змаганнях

### Виступи на Олімпіадах
| Змагання                    | Збірна   | Вагова категорія | Місце  |
| --------------------------- | -------- | ---------------- | ------ |
| Літні Олімпійські ігри 2008 | Білорусь | 66 кг            | Бронза |

### Виступи на Чемпіонатах світу
| Змагання                        | Збірна   | Вагова категорія | Місце |
| ------------------------------- | -------- | ---------------- | ----- |
| Чемпіонат світу з боротьби 2005 | Білорусь | 60 кг            | 20    |
| Чемпіонат світу з боротьби 2006 | Білорусь | 60 кг            | 31    |
| Чемпіонат світу з боротьби 2009 | Білорусь | 66 кг            | 31    |
| Чемпіонат світу з боротьби 2011 | Білорусь | 66 кг            | 24    |
| Чемпіонат світу з боротьби 2013 | Білорусь | 66 кг            | 30    |
| Чемпіонат світу з боротьби 2015 | Білорусь | 66 кг            | 27    |

### Виступи на Чемпіонатах Європи
| Змагання                         | Збірна   | Вагова категорія | Місце  |
| -------------------------------- | -------- | ---------------- | ------ |
| Чемпіонат Європи з боротьби 2007 | Білорусь | 66 кг            | 22     |
| Чемпіонат Європи з боротьби 2008 | Білорусь | 66 кг            | 15     |
| Чемпіонат Європи з боротьби 2009 | Білорусь | 66 кг            | Срібло |
| Чемпіонат Європи з боротьби 2010 | Білорусь | 66 кг            | 10     |
| Чемпіонат Європи з боротьби 2016 | Білорусь | 66 кг            | 19     |

### Виступи на Європейських іграх
| Змагання              | Збірна   | Вагова категорія | Місце |
| --------------------- | -------- | ---------------- | ----- |
| Європейські ігри 2015 | Білорусь | 66 кг            | 11    |

### Виступи на Кубках світу
| Змагання                    | Збірна   | Вагова категорія | Місце  |
| --------------------------- | -------- | ---------------- | ------ |
| Кубок світу з боротьби 2011 | Білорусь | 66 кг            | Бронза |
| Кубок світу з боротьби 2013 | Білорусь | 66 кг            | Бронза |

### Виступи на інших змаганнях
| Змагання                                                                        | Збірна   | Вагова категорія | Місце  |
| ------------------------------------------------------------------------------- | -------- | ---------------- | ------ |
| Гран-прі Німеччини з боротьби 2005                                              | Білорусь | 60 кг            | Срібло |
| Олімпійський кваліфікаційний турнір з греко-римської боротьби 2008 (Роме-Остія) | Білорусь | 66 кг            | Бронза |
| Гран-прі Німеччини з боротьби 2008                                              | Білорусь | 66 кг            | Срібло |
| Гран-прі Німеччини з боротьби 2009                                              | Білорусь | 66 кг            | Срібло |
| Турнір Вехбі Емре 2010                                                          | Білорусь | 66 кг            | 9      |
| Золотий Гран-прі з боротьби 2010 (Срмбатгей)                                    | Білорусь | 66 кг            | Срібло |
| Золотий Гран-прі з боротьби 2010 (Баку)                                         | Білорусь | 66 кг            | Бронза |
| Кубок Президента Казахстану з боротьби 2011                                     | Білорусь | 66 кг            | 6      |
| Кубок Владислава Питласинські 2011                                              | Білорусь | 66 кг            | 17     |
| Меморіал Олега Караваєва 2011                                                   | Білорусь | 66 кг            | Срібло |
| Золотий Гран-прі з боротьби 2012 (Стамбул)                                      | Білорусь | 66 кг            | Бронза |
| Олімпійський кваліфікаційний турнір з греко-римської боротьби 2012 (Софія)      | Білорусь | 66 кг            | 8      |
| Турнір Івана Піддубного 2013                                                    | Білорусь | 66 кг            | 16     |
| Турнір Вехбі Емре 2013                                                          | Білорусь | 66 кг            | 13     |
| Гран-прі Німеччини з боротьби 2013                                              | Білорусь | 66 кг            | 10     |
| Кубок Владислава Пітласинські 2013                                              | Білорусь | 66 кг            | 23     |
| Золотий Гран-прі з боротьби 2013 (Баку)                                         | Білорусь | 66 кг            | 14     |
| Турнір Дана Колова — Николи Петрова 2014                                        | Білорусь | 66 кг            | 11     |
| Кубок Владислава Пітласинські 2014                                              | Білорусь | 66 кг            | 13     |
| Меморіал Олега Караваєва 2014                                                   | Білорусь | 66 кг            | Бронза |
| Відкритий чемпіонат Загреба з боротьби 2015                                     | Білорусь | 66 кг            | Срібло |
| Турнір Вехбі Емре 2015                                                          | Білорусь | 66 кг            | 8      |
| Кубок Владислава Пітласинські 2015                                              | Білорусь | 66 кг            | 26     |
| Гран-прі Угорщини з боротьби 2016                                               | Білорусь | 66 кг            | 7      |
| Київський Міжнародний турнір з боротьби 2017                                    | Білорусь | 66 кг            | 9      |